# 深川公園
深川公園（ふかがわこうえん）は、東京都江東区富岡にある江東区立の公園である。

## 概要
当公園一帯には、元々永代寺という富岡八幡宮の別当で江戸を代表する寺院があった。しかし、明治時代になり、神仏分離令により永代寺は廃寺となった。その跡地が現在の深川公園となったものである。当公園は、太政官布達によって明治6年(1873年)に都内では飛鳥山公園・上野公園・芝公園・浅草公園と共に日本で最初に造られた公園の一つとして知られる。
ところで、江戸時代には成田山新勝寺の不動明王像が、後に廃寺となる永代寺においてしばしば出張開帳されていた。これは、江戸っ子たちの間で大変評判になり、明治時代になってもその不動尊信仰は続いていた。永代寺が廃寺になっても当地で不動尊に参拝したいという人々の願いから、深川公園内に明治11年（1878年）に成田山の東京別院（現在の深川不動堂）が置かれた。この不動堂は現在も当地にあり、多くの参拝客が訪れる。
また、1909年には東京都内では二番目の古さを誇る深川図書館（初代）が当公園内にできた。当図書館は、1923年に関東大震災で被害を受け、1928年に清澄庭園傍に移転する
1975年に深川公園は江東区に移管される。現在では深川不動堂を挟んで東西に分断される形で存在し、広場やテニスコートなどがある公園として地域の人に親しまれている。

## 主な施設
- 多目的広場

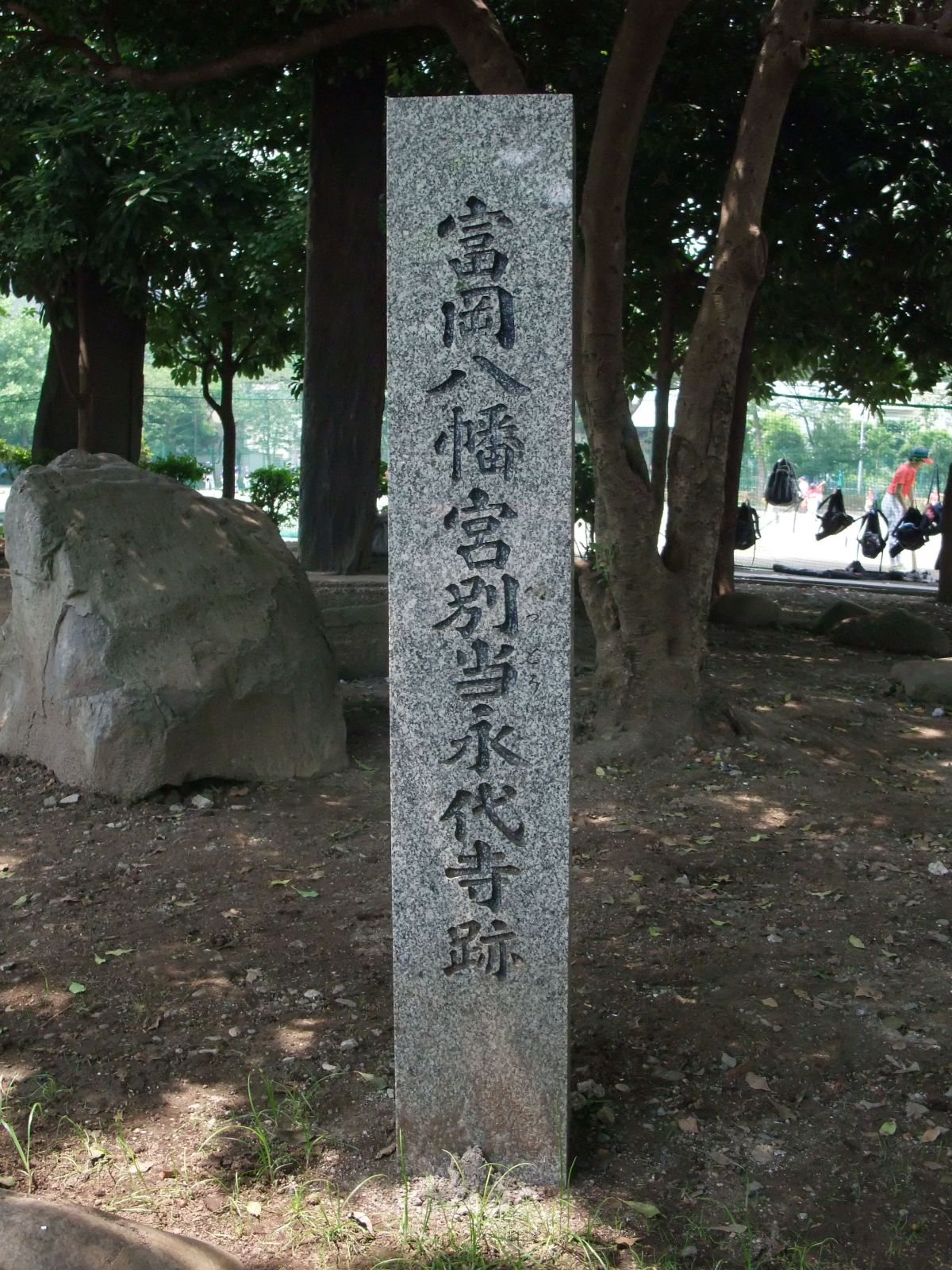
富岡八幡宮別当永代寺跡碑

- テニスコート(深川庭球場。1975年開設。利用は有料[3])
- 富岡八幡宮別当永代寺跡碑
- 石造燈明台 - 日清戦争の勝利を記念して、1898年に竣工した燈明台。元々は深川不動堂の境内に建てられていた。高さは約8m。設計は佐立七次郎。関東大震災により、一部を損傷をした。2007年に江東区指定有形文化財に指定され、2008年に現在地に移設された[4]。

## アクセスなど
- 東京メトロ東西線・都営地下鉄大江戸線　門前仲町駅徒歩5分
- 公園は常時開園。(テニスコートは夜間は閉鎖されている。)
- 駐車場:なし
- 入園は無料。